# Hubivka, Kompaniivka
Hubivka (în ucraineană Губівка) este o comună în raionul Kompaniivka, regiunea Kirovohrad, Ucraina, formată numai din satul de reședință.

## Demografie
Componența lingvistică a comunei Hubivka
     Ucraineană (96,81%)
     Rusă (1,94%)
     Alte limbi (0,7%)
Conform recensământului din 2001, majoritatea populației comunei Hubivka era vorbitoare de ucraineană (96,81%), existând în minoritate și vorbitori de rusă (1,94%).